# Zapplive op zondag
Zapplive op zondag was een interactief programma voor kinderen dat elke zondagochtend op NPO Zapp te zien was als speciale editie van Zapplive.
Het jeugdprogramma begon om negen uur 's morgens en eindigde rond kwart voor elf. De presentator was Klaas van Kruistum. Elke aflevering ontving hij een gast. Tussen Zapplive door waren andere programma's te zien.
Op zondag 12 mei 2019 was de laatste aflevering van Zapplive op Zondag.

## Presentatoren
- Klaas van Kruistum (49 afl.)
- Saskia Weerstand (2 afl.)

Gastpresentatoren:
- Stijn Fransen (4 afl.)
- Bruno Prent (4 afl.)
- Dzifa Kusenuh (4 afl.)